# Migazzi Kristóf Antal
Gróf Migazzi Kristóf Antal (eredetileg: Christoph Anton von Migazzi; Trident, 1714. október 14. – Bécs, 1803. április 14.) bécsi érsek, bíboros, váci püspök.

## Életpályája
Atyja, Migazzi Vince Savoyai Jenő adjutánsaként harcolt Magyarországon, majd kormánytanácsos lett.
Migazzi a teológiai tanulmányait a római Collegium Germanicum et Hungaricumban végezte. Tanulmányainak befejezése és pappá szentelése után előbb Brixenben, majd Trientben és Alamócon volt kanonok. 1735-ben a borghettói Szent Lőrinc-, majd a valsuganai Szent Egyed-apátság címzetes priorja volt. III. Károly király a Rota Romana Törvényszék számvevővé nevezte ki, és rábízta a Bécs és Róma közti ellentétek megoldását. 
Migazzi olyan jól végezte feladatát, hogy 1755-ben Mária Terézia VI. Ferdinándhoz küldte követül Spanyolországba. Közben D’Altsac bíboros, mecheleni (Belgium) érseki segédpüspöknek kérte, amihez XIV. Benedek pápa hozzá is járult, s Migazzit karthágói címzetes érsekké szentelte. Migazzi követi feladatai miatt Mechelenbe soha nem jutott el. 1756-ban Althann Mihály Károly püspök kérte segédpüspökül, ezért visszatért Bécsbe.
Althann halála után 1756-ban váci püspökké nevezték ki, majd 1757. március 18-án bécsi érsek (1761. november 23-án pedig kardinális) lett, de a váci püspökséget 1785-ig megtartotta. 
Migazzi főleg a váci püspökségért tett sokat; húsz évi püspöksége alatt 600 000 forintot ruházott be egyházmegyéjébe. A püspöki templom, a papnevelő intézet, árvaház stb. örökítették meg nevét, ezért Migazzit Vác újjáalkotójának nevezték el. Mint főpap, a janzenizmus ellenfele volt.

## Külső hivatkozások
- AEIOU
- Geschichte der Erzdiözese Wien.

| Előde: Michael Karl von Althann | Váci püspök 1756–1757 először | Utóda: Forgách Pál |

| Előde: Eszterházy Károly | Váci püspök 1762–1786 másodszor | Utóda: Splényi Ferenc |